# Шохей Отани
Шохей Отани (на японски: 大谷 翔平) е японски бейзболист, състезавал се и в Съединените щати.
Роден е на 5 юли 1994 година в Ошу, остров Хоншу, Северна Япония. 
Играе бейзбол още като ученик. След като завършва гимназия, започва да играе за професионалния отбор „Хокайдо Нипон-Хаму Файтазу“ в Сапоро. От 2018 година играе в „Лос Анджелис Ейнджълс“ в Лос Анджелис, като бързо се нарежда сред най-успешните играчи в американската Главна лига по бейзбол.